# Ground Dweller
Ground Dweller è l'album di debutto del gruppo musicale australiano Hands Like Houses, pubblicato il 13 marzo 2012 dalla Rise Records.

## Tracce
1. Antarctica – 4:09
2. Don't Look Now, I'm Being Followed. Act Normal – 3:14
3. This Ain't No Place for Animals – 4:07
4. Spineless Crow – 3:44
5. Starving to Death in the Belly of a Whale – 3:34
6. A Clown and His Pipe – 3:27
7. The Definition of Not-Leaving – 2:28
8. Lion Skin (featuring Tyler Carter and Jonny Craig) – 4:19
9. One Hundred – 3:29
10. Watchmaker (featuring Matty Mullins) – 4:02
11. The Sower – 4:05

## Formazione
Hands Like Houses
- Trenton Woodley – voce
- Matt "Coops" Cooper – chitarra solista
- Alexander Pearson – chitarra ritmica, cori
- Joel Tyrrell – basso, cori
- Jamal Sabet – tastiera
- Matt Parkitney – batteria, percussioni

Altri musicisti
- Tyler Carter – voce in Lion Skin
- Jonny Craig – voce in Lion Skin
- Matty Mullins – voce in Watchmaker

Produzione
- Cameron Mizell – produzione, missaggio, ingegneria del suono
- Jamal Ruhe – mastering
- Glenn Thomas – design, artwork

## Classifiche
| Classifica (2012)         | Posizione massima |
| ------------------------- | ----------------- |
| Stati Uniti               | 141               |
| Stati Uniti (heatseekers) | 2                 |
| Stati Uniti (independent) | 21                |
| Stati Uniti (alternative) | 22                |
| Stati Uniti (rock)        | 38                |
| Stati Uniti (hard rock)   | 11                |